# Adam Jamieson
Pour les articles homonymes, voir Jamieson.
Adam Jamieson, né le 12 février 1996 à Barrie, est un coureur cycliste canadien. Il participe à des épreuves sur route et sur piste.

## Palmarès sur piste

### Championnats du monde
- Saint-Quentin-en-Yvelines 2016
  - 12e de la poursuite par équipes
- Hong Kong 2017
  - Abandon lors de la course aux points[1]
- Apeldoorn 2018
  - 8e de la poursuite par équipes[2]
- Pruszków 2019
  - 4e de la poursuite par équipes

### Coupe du monde
- 2016-2017
  - 1er de la poursuite par équipes à Apeldoorn (avec Jay Lamoureux, Aidan Caves, Bayley Simpson et Ed Veal)
  - 2e de la poursuite par équipes à Glasgow
- 2017-2018
  - 2e de la poursuite par équipes à Milton
- 2018-2019
  - 2e de la poursuite par équipes à Cambridge
  - 3e de la poursuite par équipes à Berlin

### Jeux du Commonwealth
| Édition / Épreuve | Poursuite par équipes |
| Gold Coast 2018   | Bronze                |

### Championnats panaméricains
- Aguascalientes 2016
  -  Médaillé d'argent de la poursuite par équipes

### Championnats du Canada
- 2017
  -  Champion du Canada de poursuite par équipes (avec Bayley Simpson, Derek Gee et Evan Burtnik)
- 2018
  -  Champion du Canada de poursuite par équipes (avec Michael Foley, Derek Gee et Evan Burtnik)

## Palmarès sur route

### Par années
- 2012
  - 3e du championnat du Canada du contre-la-montre juniors
- 2013
  - 2e du championnat du Canada du critérium juniors
- 2014
  - 2e du championnat du Canada du critérium juniors
- 2015
  - 3e de la Green Mountain Stage Race
- 2018
  - 3e du championnat du Canada du contre-la-montre espoirs

### Classements mondiaux
| Année            | 2016   | 2017 | 2018 | 2019 |
| ---------------- | ------ | ---- | ---- | ---- |
| UCI Europe Tour  | 1 321e |      |      |      |
| UCI America Tour |        |      |      | 564e |
| UCI Africa Tour  |        | 86e  |      |      |